# Ni del Dragó
|  | No s'ha de confondre amb Kumà. |

Ni del Dragó (ν Draconis), de nom tradicional Kuma, és un sistema estel·lar a la constel·lació del Dragó, situat en el cap del mateix. És un dels estels dobles més fàcils d'observar en l'hemisferi nord i com a tal un objecte d'interès per a l'astrònom aficionat. Les dues components, separades 62 segons d'arc, reben els noms de Ni¹ del Dragó o ν¹ del Dragó (24 Draconis), la que està a l'oest, i Ni² del Dragó o ν² del Dragó (25 Draconis) la que s'hi troba a l'est.
A 99 anys llum de distància del sistema solar, els dos estels són molt similars, blancs i de la seqüència principal. Ni¹ té un tipus espectral A6V i Ni² A4V. Les seves magnituds aparents són pràcticament iguals (+4,87 Ni¹ i +4,89 Ni²), cadascun d'ells amb una lluminositat equivalent a la de 9 sols. Ni¹ té una temperatura efectiva de 8.000 K, mentre que la temperatura de Ni², 7.350 K, és una mica menor del que caldria esperar pel seu tipus espectral, estant classificat com un estel amb línies metàl·liques. La velocitat de rotació d'aquest últim és de 50 km/s —sent est un límit inferior—, mentre que el seu company rota a més velocitat (66 km/s). Cadascun d'ell és un 70% més massiu que el Sol.
Ni² és mateix temps un estel binari proper, amb una company probablement de massa petita que l'orbita cada 38,6 dies. Se sospita que Ni¹ també és binari, si bé no ha estat confirmat. La separació entre Ni¹ i Ni² és d'almenys 1.900 ua amb un període orbital mínim de 44.000 anys.